# 大豹社事件

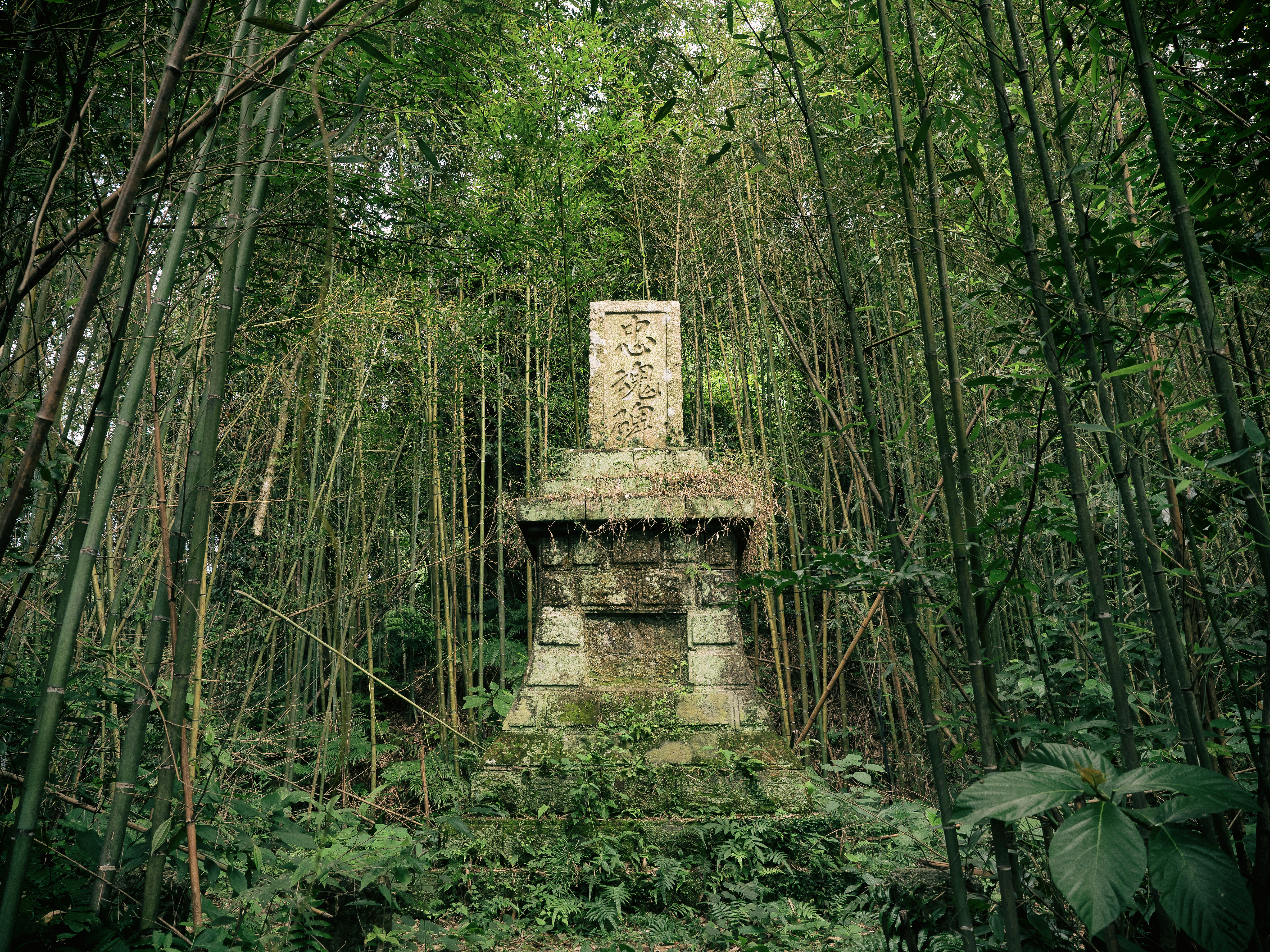
日人為戰死於大豹社事件的軍士所立之忠魂碑

大豹社事件為二十世紀初，以泰雅族大豹社為首的原住民聯軍在大豹溪一帶（今日新北市三峽區南部山區）反抗理蕃政策而發動的抗日起義。 1900年，總督府開放樟腦業者進入山地開採資源，大量業者進入部落領域，擁有豐富樟腦資源的泰雅族大嵙崁地區首當其衝。六月，鄰近大嵙崁樟腦製造地的大豹因工人強姦部落婦女，引起族人反抗爆發衝突。八月，總督府派軍隊鎮壓，大豹共同體總頭目瓦旦·燮促率軍反對日人伐木製腦的「理蕃政策」，並收容抗日客家義軍與日人展開抗日浴血戰，日軍因死傷慘重而停戰，對大豹社改採「嚴密監控、游擊出擊」的戰術，最終原住民聯軍無法堅持而於西元1906年戰敗。西元1921年左右，原住民更被總督府集體逼遷到桃園市復興區詩朗、志繼一帶，原本1000多位居民，僅剩25戶。

## 後續
同年十一月，日本人在大豹社的舊地，設立插角、有木兩個隘勇監督所，同時裁撤福元山隘勇監督所。當時在大豹社遺址上開墾的漢人移民，將發掘出來的骨骸收集，建「萬善堂」祭祀。
戰後，1947年瓦旦·燮促之子樂信·瓦旦（林瑞昌）提出「台北縣海山區三峽鎮大豹社原社復歸陳請書」，請求取回祖居地，但未獲回應。1952年11月樂信·瓦旦因涉及「高砂族自治會」組織，遭國民政府以「高山族匪諜案」罪名逮捕下獄，於1954年4月17日被槍決。
2016年8月1日，立委高金素梅帶領泰雅族人及學者，重返大豹社戰役歷史現場告慰祖靈，表示未來將在三峽大豹忠魂碑附近，建立大豹社紀念碑，讓後代更加了解歷史真相，並宣告建碑行動正式開始。。

## 關連項目
- 大嵙崁社事件
- 枕頭山戰役
- 霧社事件